# Bektemir Melikuziev
Bektemir Melikuziev (8 de abril de 1996) é um pugilista uzbeque, medalhista olímpico. 

## Carreira
Bektemir Melikuziev competiu na Rio 2016, na qual conquistou a medalha de prata no peso médio.